# Etiòpic meridional exterior
L'etiòpic meridional exterior és una subdivisió de l'etiòpic meridional que inclou el grup n (amb el soddo o kistane i el gafat) i el grup tt (que designa el conjunt de les llengües gurage occidentals) i que s'oposa al grup etiòpic meridional transversal.